# Dyłgopoł (gmina)
Dyłgopoł (bułg. Община Дългопол)  − gmina we wschodniej Bułgarii, w obwodzie Warna.

## Miejscowości
Miejscowości wchodzące w skład gminy Dyłgopoł:
- Arkowna (bułg.: Арковна),
- Asparuchowo (bułg.: Аспарухово),
- Borjana (bułg.: Боряна),
- Conewo (bułg.: Цонево),
- Debelec (bułg.: Дебелец),
- Dyłgopoł (bułg.: Дългопол) − siedziba gminy,
- Kamen djał (bułg.: Камен дял),
- Komunari (bułg.: Комунари),
- Krasimir (bułg.: Красимир),
- Łopuszna (bułg.: Лопушна),
- Medowec (bułg.: Медовец),
- Partizani (bułg.: Партизани),
- Poljacite (bułg.: Поляците),
- Rojak (bułg.: Рояк),
- Sawa (bułg.: Сава),
- Sładka woda (bułg.: Сладка вода),
- Weliczkowo (bułg.: Величково).